# Henry Joseph Clarke

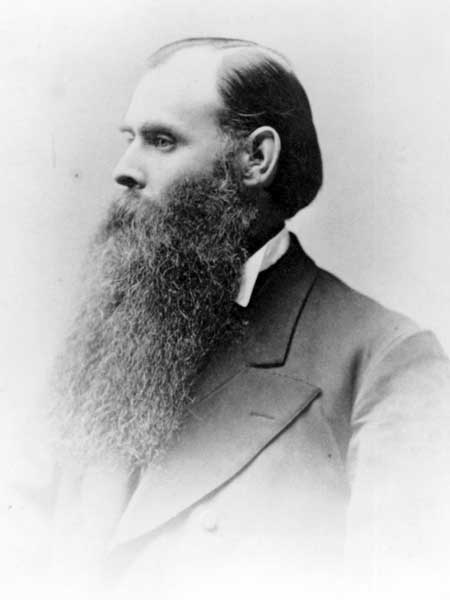
Henry Joseph Clarke

Henry Joseph Clarke, QC (* 7. Juli 1833 in Donegal, Irland; † 13. September 1889 in Medicine Hat, Alberta) war ein kanadischer Politiker und Rechtsanwalt. Er war Premierminister der Provinz Manitoba und regierte vom 14. März 1872 bis zum 8. Juli 1874.

## Biografie
Im Alter von drei Jahren wanderte Clarke mit seiner Familie nach Québec aus und verbrachte seine Jugend in Montreal. Nach dem Studium am Collège Sainte-Marie erhielt er 1855 die Zulassung als Rechtsanwalt. 1858 zog er nach San Francisco, wo er vorübergehend als Journalist arbeitete; in den frühen 1860er Jahren hielt er sich in El Salvador auf. Er kehrte nach Montreal zurück, um seinen angestammten Beruf auszuüben. 1863 kandidierte er ohne Erfolg um einen Sitz im Parlament der Provinz Kanada, vier Jahre später veröffentlichte er eine Biografie des Politikers Thomas D’Arcy McGee.
Auf Anraten von George-Étienne Cartier und Bischof Alexandre-Antonin Taché begab sich Clarke 1870 nach Manitoba, um Vizegouverneur Adams George Archibald bei der Schaffung der Provinzregierung zu unterstützen. Am 30. Dezember desselben Jahres wurde er in die Legislativversammlung von Manitoba gewählt, vier Tage später folgte die Ernennung zum Attorney General. In diesem Amt trug er wesentlich zum Aufbau des Justizsystems bei, doch häufig kam es zwischen ihm und Archibald zu Meinungsverschiedenheiten. Bei der Unterhauswahl 1874 kandidierte Clarke im Wahlbezirk Provencher gegen den im Exil lebenden Métis-Rebellenführer Louis Riel. Beide zogen ihre Kandidatur zurück, um die Wahl von George-Étienne Cartier zu ermöglichen.
Am 14. März 1872 übernahm Clarke das Amt des Premierministers. Er verhandelte mit der Bundesregierung um höhere Subventionen, konnte aber nur wenige Forderungen durchsetzen. Die von ihm angeführte Regierung verlor am 4. Juli 1874 ein Misstrauensvotum, vier Tage später trat Clarke zurück und gab auch sein Parlamentsmandat auf. Die folgenden drei Jahre hielt er sich wieder in Kalifornien auf. 1878 und 1879 kandidierte er ohne Erfolg bei der Wahl zur Legislativversammlung. Nach der Nordwest-Rebellion im Jahr 1885 verteidigte er 25 von Riels Anhängern. Während einer Reise per Eisenbahn starb er 1889 in Medicine Hat.